# Hibbing
Hibbing è un comune degli Stati Uniti della Contea di St. Louis nello Stato del Minnesota.
Nel censimento del 2000 la città contava 17 071 abitanti. Hibbing venne costruita su un ricco giacimento di ferro grezzo, la Mesabi Iron Range, che si trova alla periferia della città e costituisce la più grande miniera di ferro a cielo aperto del mondo.